# ویلیام گرتی
ویلیام گرتی (به انگلیسی: William Garraty) زادهٔ ۶ اکتبر ۱۸۷۸ بازیکن فوتبال اهل انگلستان بود که سابقهٔ بازی در تیم ملی فوتبال انگلستان را در کارنامهٔ خود داشت. وی در تاریخ ۲ مارس ۱۹۰۳ تنها بازی ملی خود را در مقابل تیم ملی فوتبال ولز انجام داد.